# Dialectul săsesc

Stema sașilor transilvani

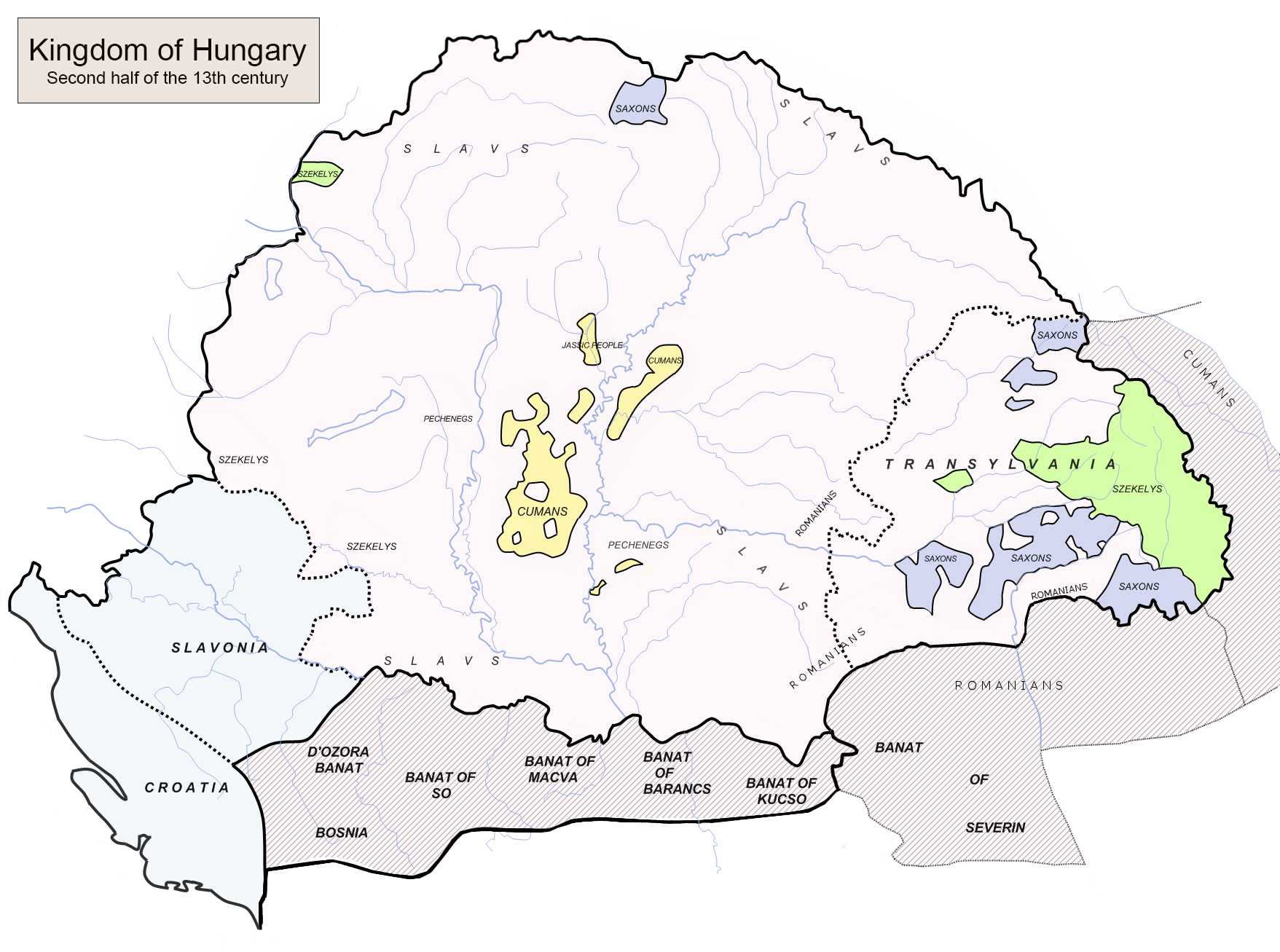
Teritoriile populate de sași (sub autonomie locală/regională) pe cuprinsul Pământului crăiesc (Königsboden) marcate în gri pe această hartă a Regatului Ungariei în Evul Mediu târziu (mai precis a doua jumătate a secolului al XIII-lea).

Dialectul săsesc (în dialectul săsesc Siweberjesch-Såksesch, în germană die siebenbürgisch-sächsiche Mundart/der siebenbürgisch-sächsisch Dialekt, Siebenbürgisch-Sächsisch sau, mai simplu, doar Sächsisch, scriere mai veche utilizată în trecut: Siebenbürgisch-Teutsch) este idiomul vorbit de coloniștii germani și vest-europeni (i.e., luxemburghezi, flamanzi, valoni, lotharingi, bavarezi sau franci/francezi) care au populat teritoriile Pământului crăiesc (în latină fundus regius, germană Königsboden) din Transilvania (atunci parte a Regatului Ungariei sub autonomie locală/regională) începând din Evul Mediu (mai precis din secolul al XII-lea) și până în prezent. Pe lângă limba germană medievală sau germana veche (i.e., Althochdeutsch respectiv Mittelhochdeutsch), unii coloniști medievali vest-europeni cunoscuți colectiv drept sași mai vorbeau și limba franceză veche respectiv flamanda. Denumirea de „Såksesch” pentru a desemna dialectul săsesc în general este una relativ nouă, în dialectele vechi țărănești sașii denumindu-și idiomul nativ drept „Detsch” (i.e., de la Deutsch, germană).
Acest dialect, care se vorbește până în prezent în Transilvania (chiar dacă de mult mai puțini vorbitori nativi) și folosit până în secolul al XX-lea în aproximativ 240 de localități întemeiate de sași în această regiune istorică românească, își are originea de bază în graiurile sau dialectele francone de pe cursul mijlociu al Rinului (în special zona Luxemburgului de astăzi sau între Westerwald, Luxemburg, Mainz și Köln), la care s-au adăugat pe parcursul procesului de colonizare elemente din Germania centrală, de est și de sud. Astfel, dialectul este înrudit cu limba luxemburgheză, limba ripuară precum și cu anumite forme ale dialectului țipțerilor (germană Zipser sau Zipser Sachsen) din Slovacia (mai precis în germană Zipserdeutsch sau Zipserisch), fiind vorbit în anumite insule/enclave lingvistice relativ compacte situate pe cuprinsul sudului, sud-estului și nord-estului Transilvaniei. Totodată, dialectul săsesc a fost și este, preponderent, un dialect sătesc, vorbit deci mai mult la nivel rural, în mediul urban vorbindu-se mai mult limba germană standard sau literară (Hochdeutsch, Standarddeutsch sau Standardhochdeutsch), dar există dialecte săsești vorbite inclusiv la nivel urban. Totodată, dialectul săsesc se împarte în mai multe subdialecte în funcție de zonele etnografice unde este vorbit în Transilvania de populația nativă de sași, existând astfel o policromie lingvistică în clasificarea acestuia. Astfel, pe tot cuprinsul Transilvaniei se vorbesc peste 100 de subdialecte sau subgraiuri ale dialectului săsesc. Între acestea există o anumită inteligibilitate mutuală. În total, conform unei estimări publicate de website-ul Omniglot, dialectul săsesc este vorbit de circa 200.000 de vorbitori nativi în întreaga lume, în trecut existând circa 250 de subdialecte săsești inteligibile mutual între acestea. Conform website-ului Siebenbuerger.de, localitățile native ale sașilor transilvăneni sunt în număr total de 259.
„...În 800 de ani, dialectul săsesc a trebuit să se dezvolte în mod obligatoriu, prin imigrări și emigrări, prin climă și prin contactele cu vecinii de munte și de șes, ca un tip de limbă nouă și care nu mai apare sub această formă nicăieri în lume, astfel încât numai pedanteria se mai poate aștepta azi, după 800 de ani, să se fi păstrat <<identitatea>> inițială. Cuvântul vrăjit care dezleagă și această ghicitoare se numește evoluție.”—Gustav Kisch - Siebenbürgen im Lichte der Sprache (i.e., Transilvania în lumina limbii), în: Archiv, vol. 45, 1929, p. 188.

## Origini

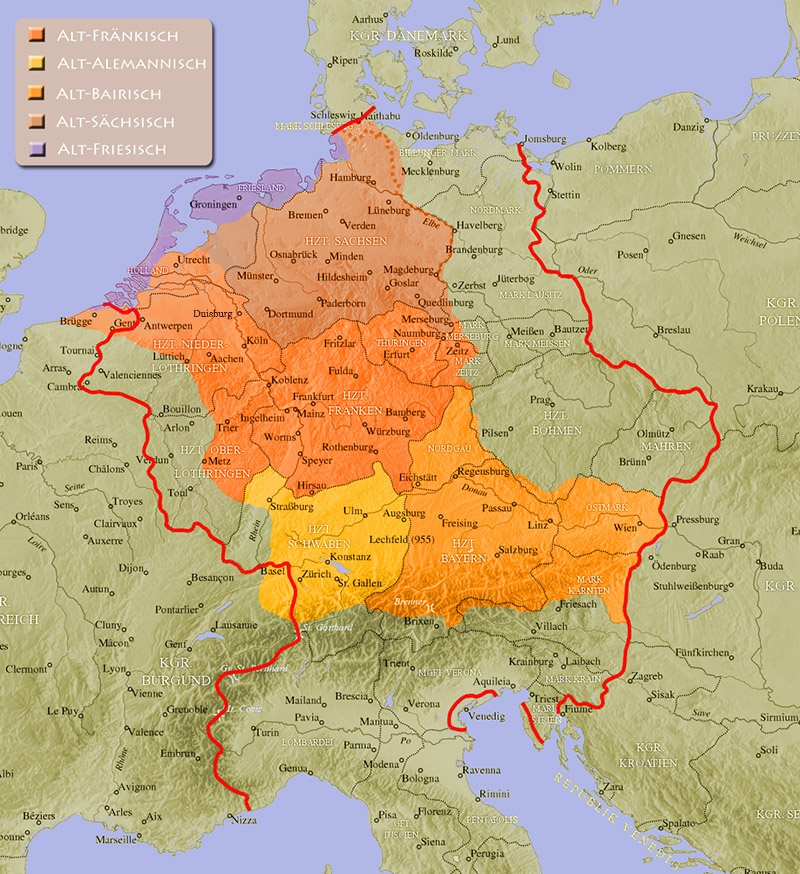
Harta dialectelor germane ale limbii germane vechi (Althochdeutsch) din Evul Mediu Timpuriu, originea dialectului săsesc fiind din zona Luxemburgului respectiv a orașelor Trier și Aachen, orașe renane din Germania de astăzi, zonă marcată cu portocaliu închis și descrisă în legenda hărții ca Alt-Fränkisch (i.e., dialectele francone vechi).

Încercările lingviștilor care au dorit să găsească în evoluția dialectului săsesc o periodizare, se pot sintetiza în următoarele faze stabilite de Andreas Scheiner:
- originea renană a cărei amprentă se stabilește după anul 1141;
- asimiliarea elementelor saxone după anul 1241;
- influența Reformei luterane de după anul 1522, introdusă de către Johannes Honterus precum și a limbii germane moderne;
- limpezirea și conturarea dialectului după anul 1666 când Johannes Tröster publică la Nürnberg: „Das Alt und Neu-Teutsche Dacia” (i.e., Vechea și noua Dacie germană).[6]

Așezarea geografică a localităților populate de sași precum și locul de origine al coloniștilor și-a pus amprenta asupra limbii localnicilor. Astfel, după lungi cercetări și investigații, istoricul și germanistul Kurt Rein (german bucovinean) a stabilit că influența limbii vorbite în sudul Germaniei asupra graiurilor din nordul Transilvaniei constituie diferența principală față de graiurile vorbite în sudul Transilvaniei. Specialiștii deosebesc două dialecte:
- cel vorbit în nordul Transilvaniei care este reprezentat de două zone distincte având ca centre regionale Bistrița și Reghin din Districtul Bistriței.
- cel vorbit în sudul Transilvaniei având o diversitate accentuată de centrele administrative scăunale, după cum urmează:
  - Scaunul Orăștiei, Scaunul Sebeșului și Scaunul Miercurea împreună cu Podișul Secașelor;
  - Scaunul Sibiului și Scaunul Nocrich;
  - Scaunul Cincului;
  - Scaunul Sighișoarei și capitulii Băgaciu și Laslea;
  - Două Scaune (Scaunul Mediașului și Scaunul Șeica) și capitulul Bălcaci;
  - Scaunul Rupea;
  - Brașov și Țara Bârsei.[8]

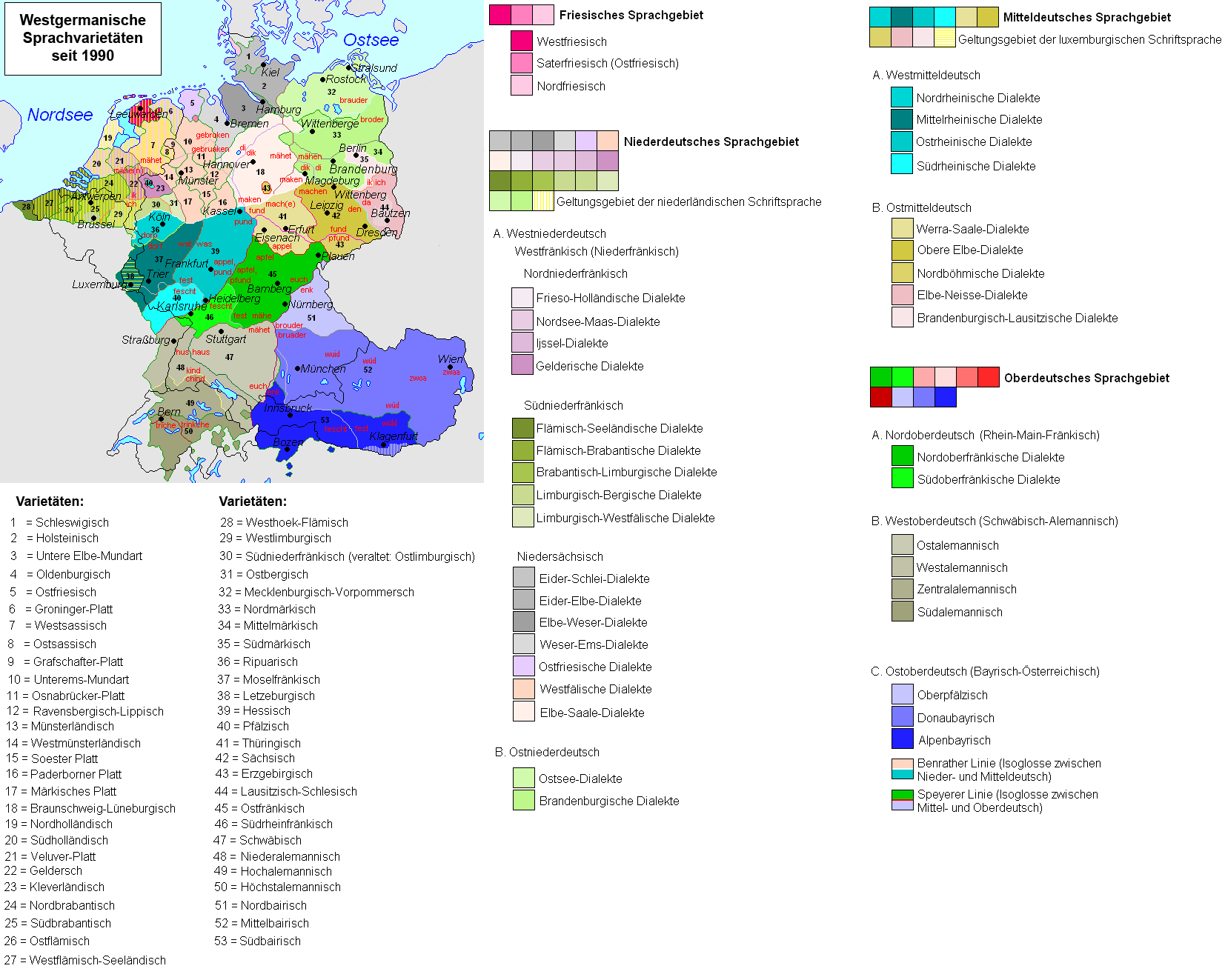
Dialectul săsesc este cel mai înrudit dintre toate dialectele limbii germane și toate limbile germanice cu limba luxemburgheză, marcată pe această hartă cu numărul 38 (i.e., Letzeburgisch sau cunoscută după endonimul Lëtzebuergesch).

Modul de autoadministrare și uneori izolarea geografică a diferitelor localități a generat o „policromie” de graiuri săsești locale. Cu toate acestea, dialectul vorbit a ajuns în cele din urmă la o structură unitară, chiar dacă unele caracteristici ale sale sunt datorate unor regiuni mai restrânse. Ca și alte dialecte care s-au dezvoltat departe de teritoriile de origine, dialectul săsesc a păstrat o mulțime de forme lingvistice medievale (i.e., din Althochdeutsch sau „germana veche” în traducere respectiv Mittelhochdeutsch sau „germana de mijloc”, literalmente) care sunt inexistente sau foarte rare în alte dialecte din Germania de astăzi. 
Lexicul săsesc, pe lângă fondul principal de cuvinte de proveniență germană, mai conține și:
- cuvinte care au înțeles diferit față de cuvintele din limba literară germană;
- cuvinte specifice săsești;
- cuvinte dispărute din limba germană și din alte dialecte (dată fiind izolarea geografică a dialectului față de restul spațiului germanofon european și a naturii arhaice a dialectului datând din Evul Mediu);
- cuvinte dialectale germane;
- cuvinte preluate din limba română și limba maghiară.[9]

## Denumiri regionale
În dialectul săsesc, sașii din Țara Bârsei (germană Burzenland) sunt cunoscuți ca Burduzen (singular Burduz) în timp ce sașii din zona județului Sibiu (i.e., regiunea etnografică Altland) ca Hosmoken (singular Hosmok). De asemenea, în propriul lor dialect, sașii din Transilvania își spun Siweberjer Såksen sau, mai simplu, doar Såksen respectiv Soxen (plural masculin; singular masculin Sox sau Soax) respectiv Soxinnen plural feminin pentru săsoaice (singular feminin Soxinne).

## Galerie
- O mostră audio-video a dialectului săsesc vorbit de un sas din zona Bistriței sau Țara Năsăudului (germană Nösnerland/Nösnergau).[a]

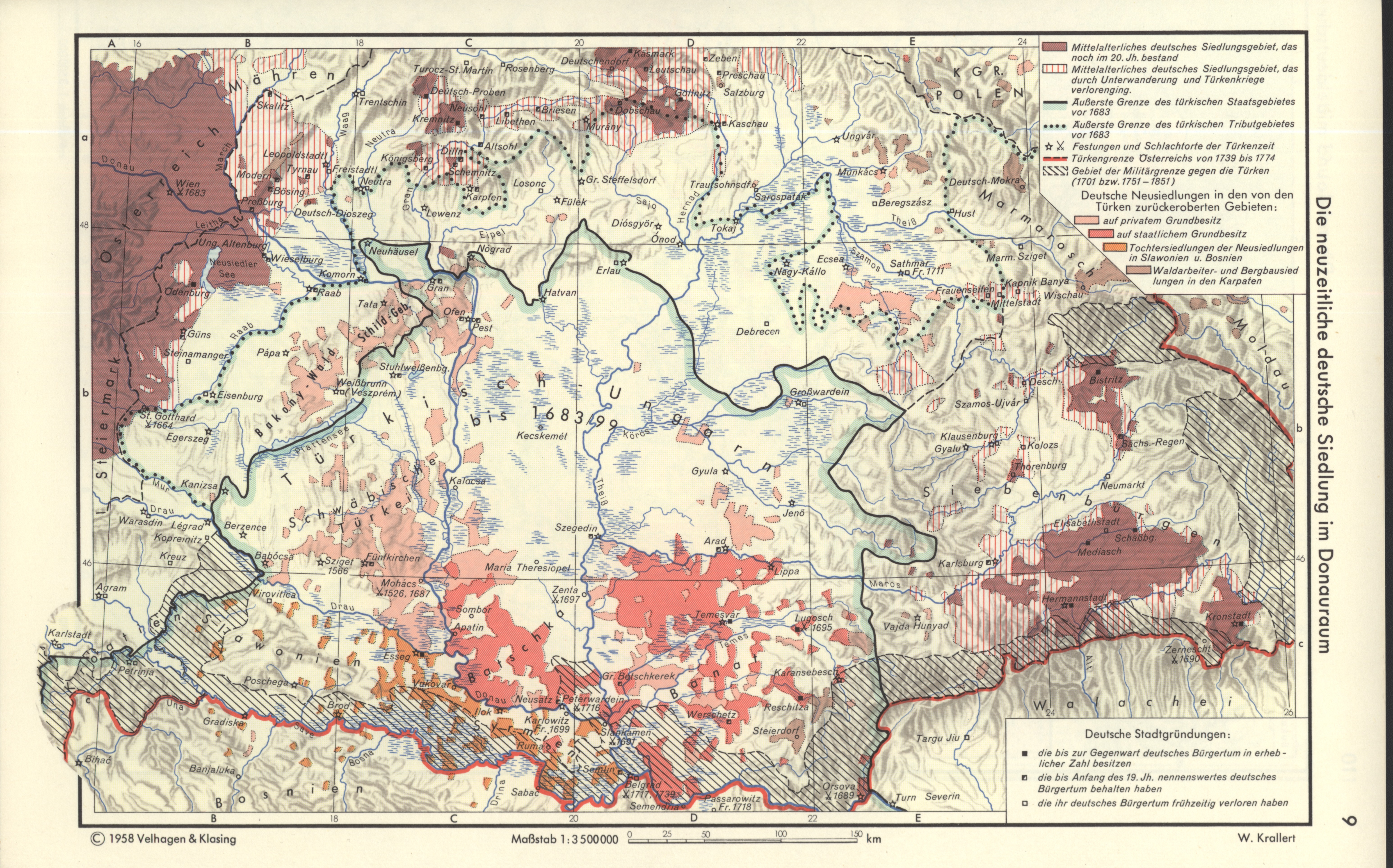
Hartă în limba germană înfățișând așezările germane din bazinul Dunării și Europa Centrală (Mitteleuropa), inclusiv așezările sașilor din Transilvania (și împrejurimile dinafara Bazinului Carpatic) din Evul Mediu
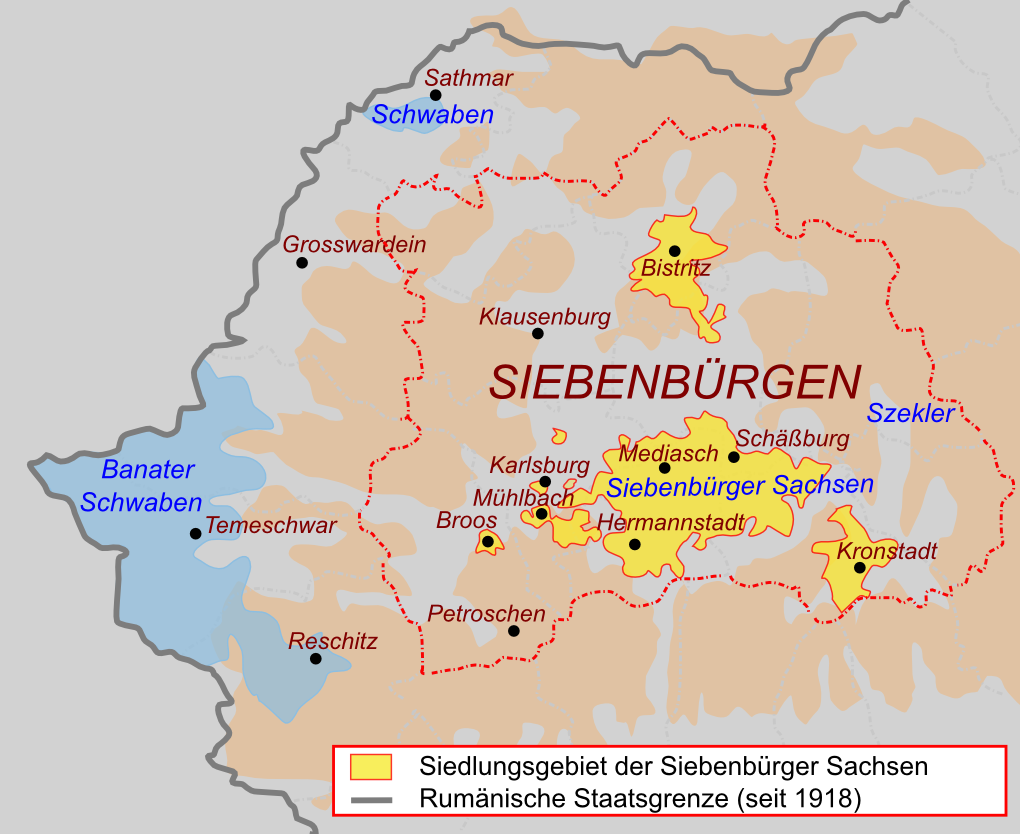
Teritorii colonizate și locuite de sașii transilvăneni în Transilvania (colorate cu galben pe această hartă).
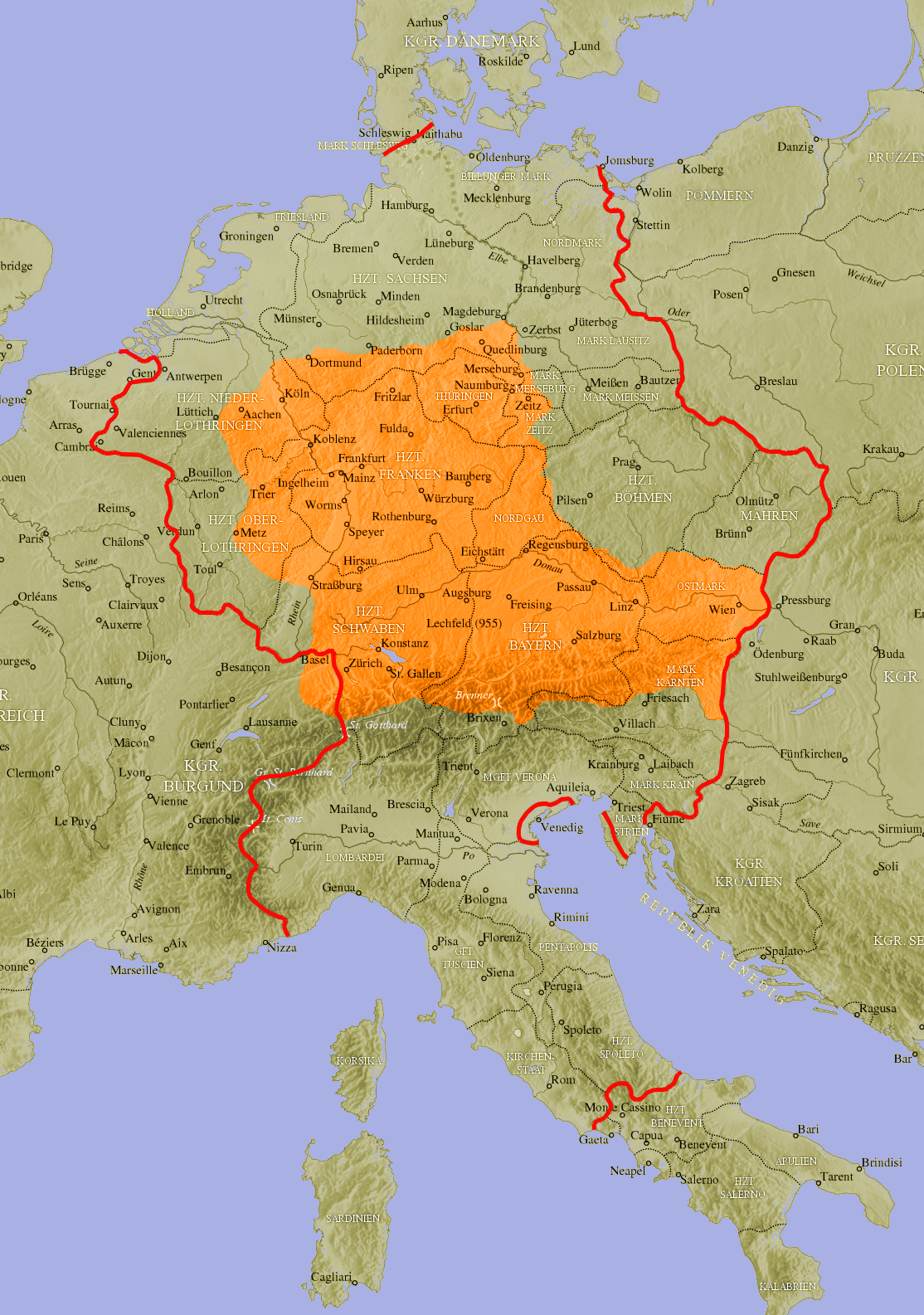
Teritoriile unde s-a vorbit limba germană veche (germană Althochdeutsch; care a fost urmată de Germana de mijloc sau Mittelalthochdeutsch) pe cuprinsul Germaniei, Elveției și Austriei de astăzi (colorate în portocaliu pe această hartă).
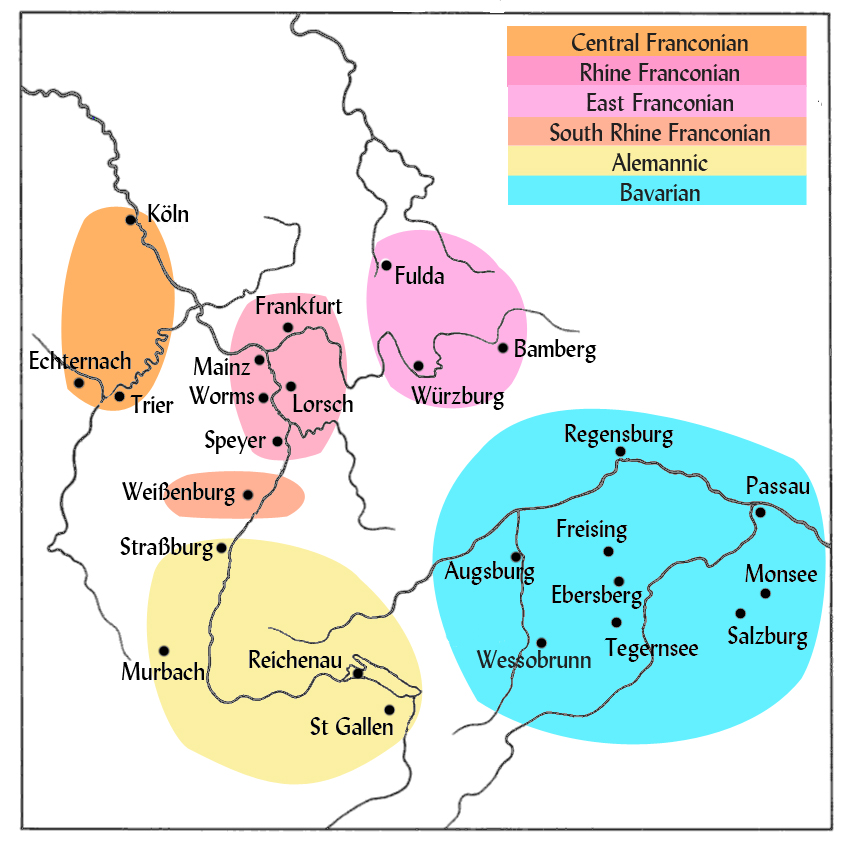
Tipurile principale de dialecte de mănăstire ale germanei vechi și zonele unde erau vorbite acestea în Evul Mediu Timpuriu în centrul și sudul Germaniei de astăzi.
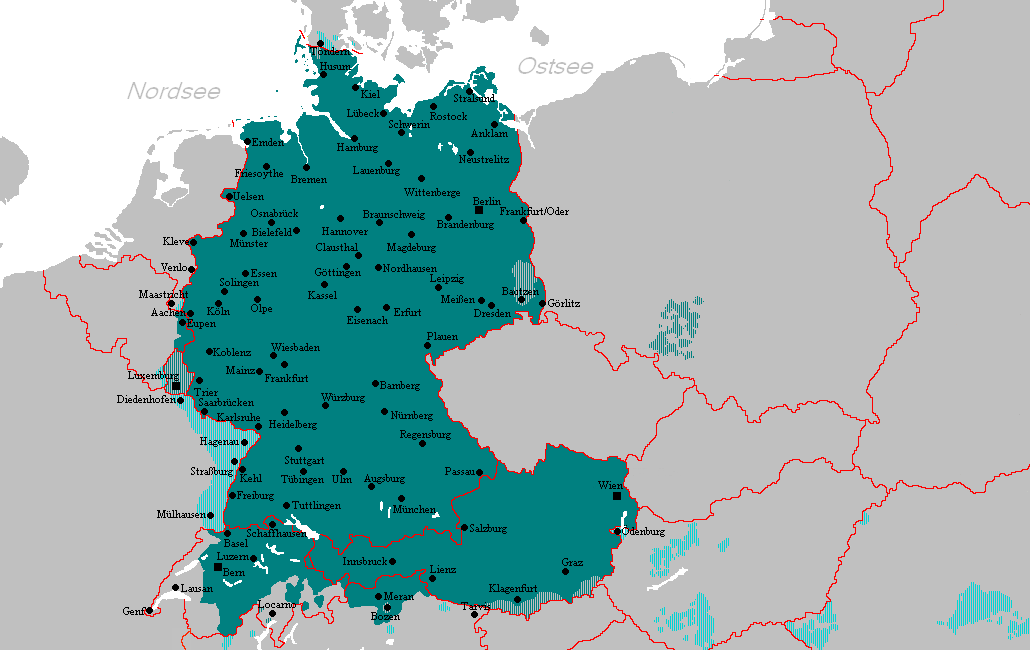
Răspândirea geografică a limbii germane și a dialectelor limbii germane în Europa Centrală și de Est (în teal fiind marcate teritoriile tradiționale din sudul Transilvaniei populate și de sași, mai precis zonele județelor Sibiu și Brașov respectiv).
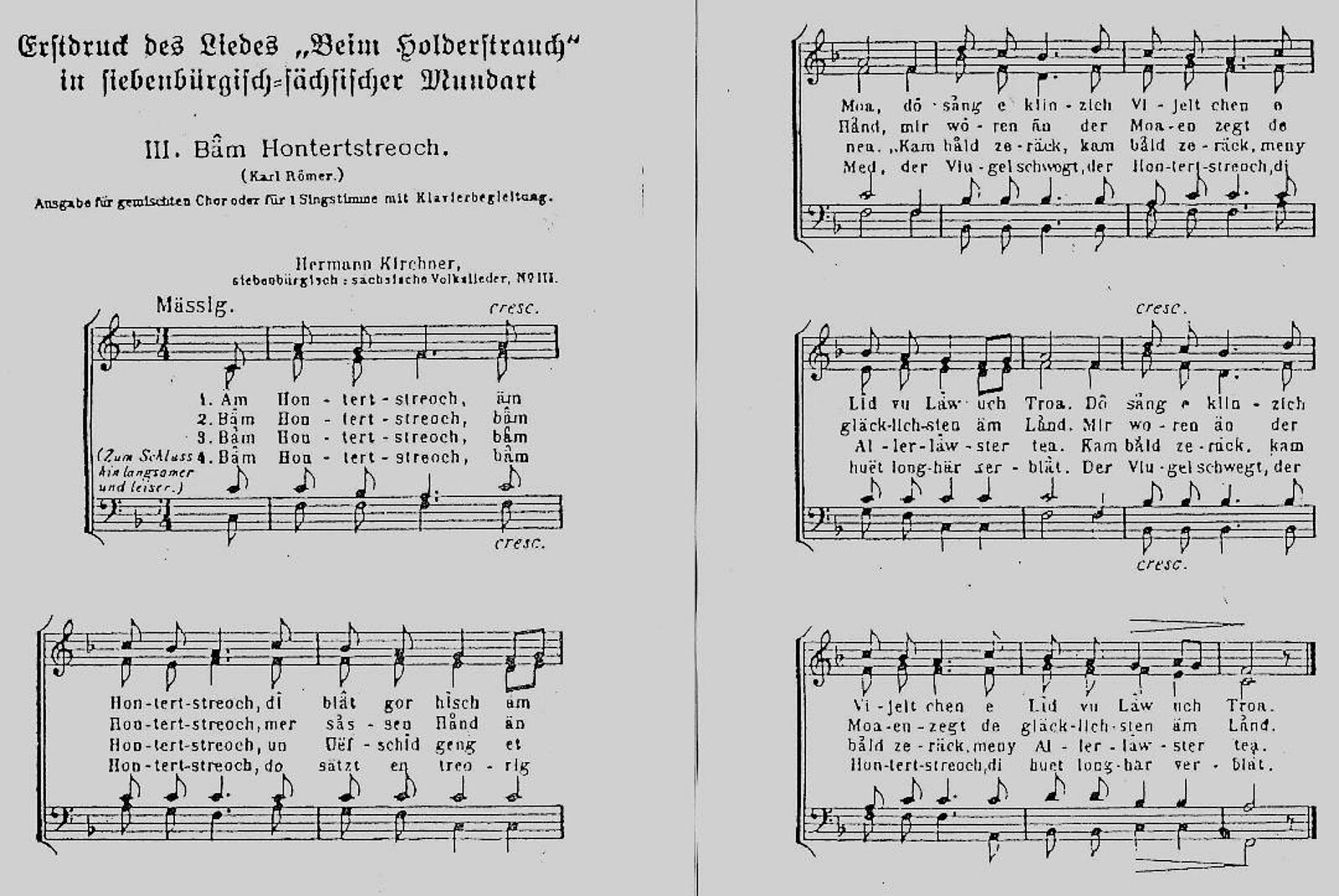
Bäm Honterstreoch (i.e., Sub crengi de soc), cântec popular romantic săsesc în dialectul săsesc
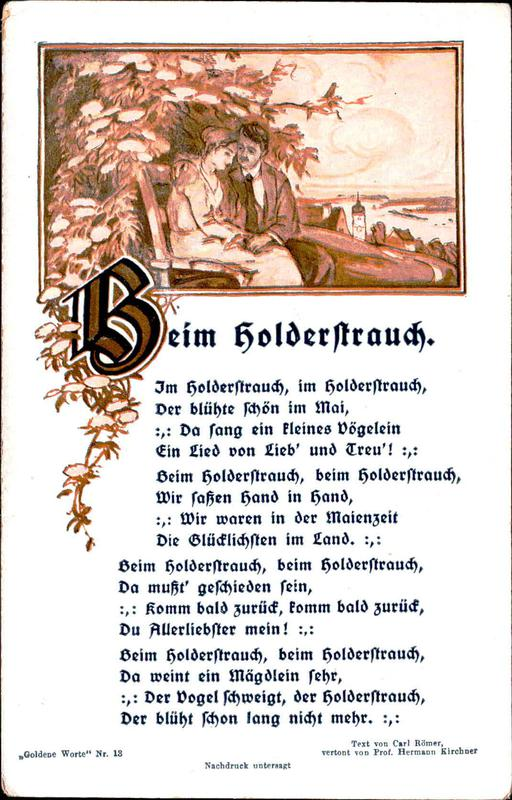
Beim Holderstrauch (versurile aceluiași cântec în germană standard, pe o carte poștală din 1910)